# 鲍铁柱
鲍铁柱，中华人民共和国政治人物、全国脱贫攻坚先进个人。

## 生平
鲍铁柱任明光市潘村镇中淮村驻村扶贫工作队党总支书记、副队长，明光市信访局矛盾纠纷调处中心负责人。因在脱贫攻坚战中作出突出贡献，2021年2月25日全国脱贫攻坚总结表彰大会上，鲍铁柱被授予“全国脱贫攻坚先进个人”。